# Albanerpetontidae
Albanerpetontidae – wymarła rodzina przypominających z wyglądu ogoniaste płazów z grupy Lissamphibia. Zaliczają się doń 4 rodzaje: Albanerpeton, Anoualerpeton, Celtedens i Wesserpeton, do których należy od 10 do 20 znanych gatunków, żyjących od batonu (jura środkowa) 160 milionów lat temu do końca pliocenu. Albanerpetontidae długo uważano za ogoniaste, które przypominały niewielkimi rozmiarami i generalnym planem budowy ciała. Jednakże te cechy uważa się obecnie za pierwotne, należące do przodków grupy Lissamphibia, nie świadczą wobec tego o pokrewieństwie pomiędzy dwoma grupami wśród Lissamphibia. Obecnie uważa się je za odrębny klad wśród Lissamphibia, niezależny od 3 żyjących obecnie linii: bezogonowych, ogoniastych i beznogich. Sądzi się, że są bliżej spokrewnione z ogoniastymi i bezogonowymi, niż z beznogimi.